# Jan Sluníčko
Jan Sluníčko (18. prosince 1816 Praha – 14. září 1894 Humpolec) byl český pedagog, ředitel evangelické školy, varhaník a vydavatel. V letech 1850 až 1860 byl vydavatelem prvního česky psaného časopisu pro děti obecných škol Včelička.

## Život
Narodil se v Praze v české rodině. Vyrůstal v pražském Podskalí. Vystudoval církevní školu v Emauzském klášteře, poté nastoupil na německou evangelickou školu v Jirchářích, kde byl jeho učitelem mj. Jan Tobias Unger. Vedle liturgických studií se rovněž učil hrát na varhany. Po naléhání matky začal vedle studia pracovat v obchodě s hedvábím v ulici v Kotcích, posléze pak nastoupil jako rytec a kreslíř do Henigovy tiskárny v Jeruzalemské ulici. Roku 1834 onemocněl při pražské epidemii cholery, z nemoci se však vyléčil. Po absolvování ročního učitelského kurzu nastoupil roku 1836 jako výpomocný učitel na jednu pražskou německou evangelickou školu.
Roku 1839 se seznámil s okruhem intelektuálů kolem Karla Amerlinga scházejících se v jeho salonu v novoměstské Žitné ulici. Sluníčko se stal českým vlastencem, členem spolku Budeč česká a propagátorem češtiny.

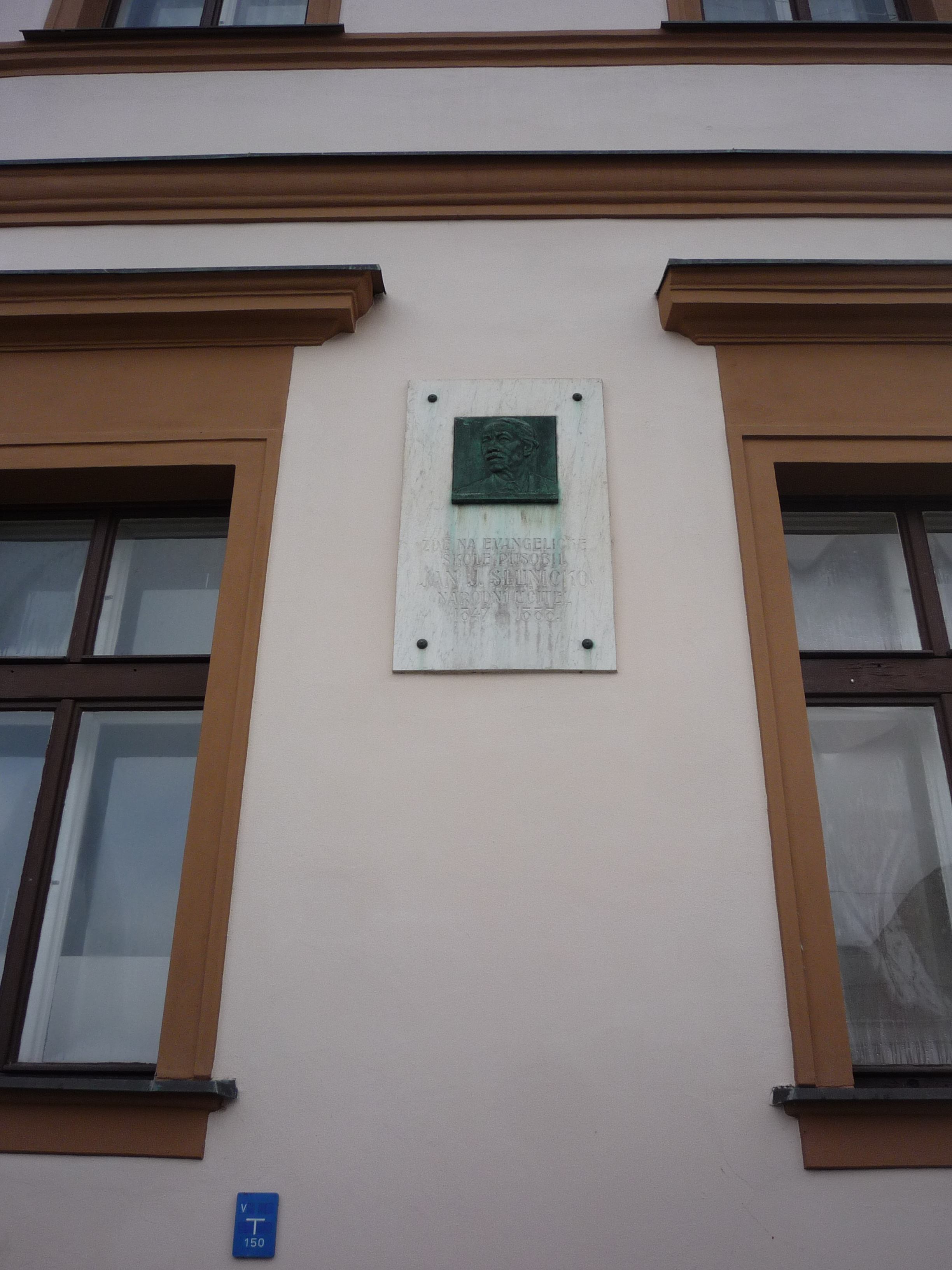
Pamětní deska Jana Sluníčka na fasádě Evangelického kostela v Humpolci

Roku 1847 zvažoval přesídlení do Uher, posléze však přijal nabídku místa po smrtí učitele evangelické školy v Humpolci. Zde se následně usídlil a působil zde až do své smrti. Byl učitelem a rovněž ředitelem školy a zároveň významnou postavou společenského života zdejší městské evangelické komunity. Ve svých pedagogických postupech se odvolával na J. A. Komenského. V Humpolci rovněž v letech 1850 až 1860 vydával první časopis pro dospívající děti s názvem Včelička.
Mezi jeho žáky patřila řada pozdějších osobností českého společenského života, mj. česko-americký emigrant, podnikatel a novinář Jan Rosický, významný člen české komunity ve městě Omaha v Nebrasce.
Jan Sluníčko zemřel 14. září 1894 v Humpolci ve věku 77 let a byl zde také pohřben.
V Humpolci po něm byla pojmenována ulice, Sluníčkova.